# Macchi MC.200 Saetta
Macchi MC.200 Saetta byl italský celokovový jednomotorový stíhací letoun používaný během druhé světové války.

## Vývoj
Prototyp stroje (MM.336) vzlétl 24. prosince roku 1937 ve Varese pilotován Giuseppe Bureiem a byl hodnocen velmi dobře. Jediným nedostatkem byla slabá výzbroj, která sestávala z dvojice kulometů ráže 12,7 mm.

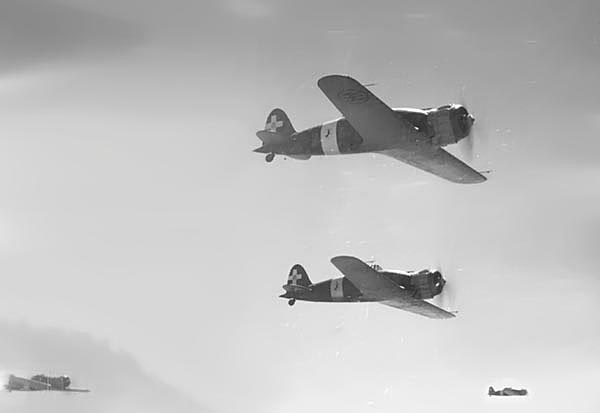
Formace letounů MC.200 při doprovodu bombardérů nad Maltu nebo Tobruk

Sériová výroba prvních 99 kusů u firmy Macchi byla zahájena v červnu 1939 a skončila v březnu 1940.
Zpočátku došlo k vážným haváriím, ale konstrukční úpravy příčiny odstranily. Původně plně uzavřená kabina prvních 240 strojů se kvůli obavám pilotů stala polouzavřenou, což znamenalo snížení rychlosti letounu. Itálie měla na počátku druhé světové války plnohodnotný stroj, jehož obratnosti se mohl postavit snad jen britský Spitfire. Problémem však byl slabý motor, a tak letadla MC.200 přecházela postupně do role stíhacího bombardéru či lehkého bitevníku ve verzi MC.200CB. Verze MC.200AS byla určena pro tropické oblasti.
Kromě mateřské firmy Macchi se do licenční stavby od roku 1940 zapojily také firmy Breda v Sesto San Giovanni a SAI-Ambrosini v Passignanu.
Celkem bylo do ukončení výroby v létě 1942 postaveno 1153 kusů, poslední z nich dosloužily jako cvičné v roce 1947.

## Bojové užití
První jednotkou italského letectva vyzbrojenou stíhacími MC.200 se v roce 1939 stala 1°. Stormo.
Letouny MC.200 se účastnily zejména bojů v severní Africe, Řecku, Albánii, nad Maltou a Středozemním mořem. Při vpádu italských vojsk do SSSR v rámci Corpo di Spedizione Italiano sestřelily 88 sovětských strojů při vlastních ztrátách 15 MC.200.

## Specifikace

### Technické údaje
- Osádka: 1
- Rozpětí: 10,6 m
- Délka: 8,4 m
- Výška: 3,50 m
- Nosná plocha: 16.80 m²
- Hmotnost prázdného letounu: 1770 kg
- Vzletová hmotnost: 2200 kg
- Pohonná jednotka: 1 × dvouhvězdicový čtrnáctiválec Fiat A-74 RC-38
- Výkon pohonné jednotky: 640 kW

### Výkony
- Maximální rychlost: 510 km/h
- Dostup: 10060 m
- Dolet: 570 km

### Výzbroj
- 2 × kulomet Breda-SAFAT ráže 12,7 mm